# Sympistis leucoptera
Sympistis leucoptera là một loài bướm đêm trong họ Noctuidae.